# Sikdope
Dawid Kabaciński  (prononcé: dɑvɪd kabaʃinski), plus connu sous le nom Sikdope est un disc-jockey polonais et actif depuis 2012,.

## Discographie

### Singles
- 2012 : Never Get Enough [The Underground Recordings]
- 2012 : Psycho feat. sas [Sleep Less Records UK]
- 2012 : Solar Eclipse [The Underground Recordings]
- 2012 : Sweet Dreams [The Underground Recordings]
- 2013 : Dying [DUSTLA]
- 2013 : Hello (avec AK9) [Buygore Records]
- 2014 : Unicorn Zombie Apocalypse (avec Borgore) [ Spinnin Records ]
- 2015 : Space Kitten Invasion (avec Borgore) [Buygore Records]
- 2015 : Godzilla (avec Dan Farber) [Buygore Records]
- 2016 : Snakes [Fly Eye Records]
- 2016 : Rock Da Bass (avec ROCCI)
- 2016 : Stardust
- 2016 : Lei It Go
- 2016 : I'm Back [Musical Freedom]
- 2016 : Emirate
- 2016 : Hola
- 2017 : With You
- 2017 : Pieces
- 2024 : Down with the Rhythm (avec Dim Mak Records)

### Remixes
- 2013 : Slogun, iOh, J-Tec - Wicked (Sikdope Remix) [Heavy Artillery Recordings]
- 2013 : Freak Slaughter - Hybrid (Sikdope Remix) [Bonerizing Records]
- 2013 : Auratic, Tom Budin - Shape Shift (Sikdope Remix) [DUSTLA]
- 2015 : Nytrix - Take Me Higher (Sikdope Remix) [From Beyond Tomorrow Records]
- 2016 : Que, Brillz - Geekin (Sikdope Remix) [Mad Decent]
- 2016 : Pegboard Nerds - Heartbit (Sikdope Remix) [Monstercat]
- 2016 : Silento - Watch Me (Sikdope Remix)
- 2016 : Marshmello feat. Omar Linx  - KeEp iT MeLLo (Sikdope Remix)
- 2016 : The Game & Skrillex - El Chapo (Sikdope Remix) [Monstercat]
- 2016 : Doctor P & Flux Pavilion ft. Jarren Benton - Party Drink Smoke (Sikdope Remix) [Circus Records]
- 2016 : Borgore & Sikdope - Unicorn Zombie Apocalypse (Sikdope Dubstep Flip) [ Spinnin' Records ]